# Abel Shongwe
Abel Shongwe (Abel Jabulani Shongwe, geb. 26. Juni 1966) ist ein ehemaliger Fußball-Mittelfeldspieler in Eswatini.

## Karriere
Shongwe spielte ursprünglich für die Kaizer Chiefs. Er wurde von Ted Dumitru nach seinen Beiträgen in einem Freundschaftsspiel gegen die Orlando Pirates mit einem Sieg von 3 zu 2 zu Testspielen eingeladen. Er stahl sich unerlaubt von seinem Verein davon, um an den Tests teilzunehmen. Er erzielte sein erstes Tor gegen Hellenic im Ellis-Park-Stadion. 
Als er gegenüber Mike Mangena, Nelson Dladla, Marks Maponyane und Shane McGregor schlechtere Leistung erzielte forderte er seinen Transfer zu einer anderen Mannschaft.
Als Mitglied der Fußballnationalmannschaft von Eswatini, ging er 1988 zu Wits University F.C. in Johannesburg und dann zu den Dynamos, bis diese 1991 aufgelöst wurden. Dann ging er zu den Moroka Swallows (1993), welche er aufgrund finanzieller Probleme verließ.

### Trainer
Mit einer CAF B Coaching License arbeitete er später als Trainer für mehrere Teams der SAFA Second Division.

## Familie
Er ist verheiratet mit Chriselda Kurhula Shongwe.